# Big Isaac (Virginia Occidental)
Big Isaac es un área no incorporada ubicada dentro del Distrito Oak, una división civil menor del condado de Doddridge, Virginia Occidental, Estados Unidos. Está catalogada como un asentamiento humano por la Junta de Nombres Geográficos de los Estados Unidos.
El número de identificación (ID) asignado por el Servicio Geológico de Estados Unidos es 1535868.

## Geografía
Se encuentra a una altitud de 300 m s. n. m. (984 pies) según el conjunto de datos de elevación nacional.